# رودريغوس ليما
رودريغوس ليما هو طبيب وسياسي برازيلي، ولد في 4 مايو 1845 في Caetité ‏ في البرازيل، وتوفي في 18 ديسمبر 1903. انتخب governor of Bahia ‏.